# Puinschijf

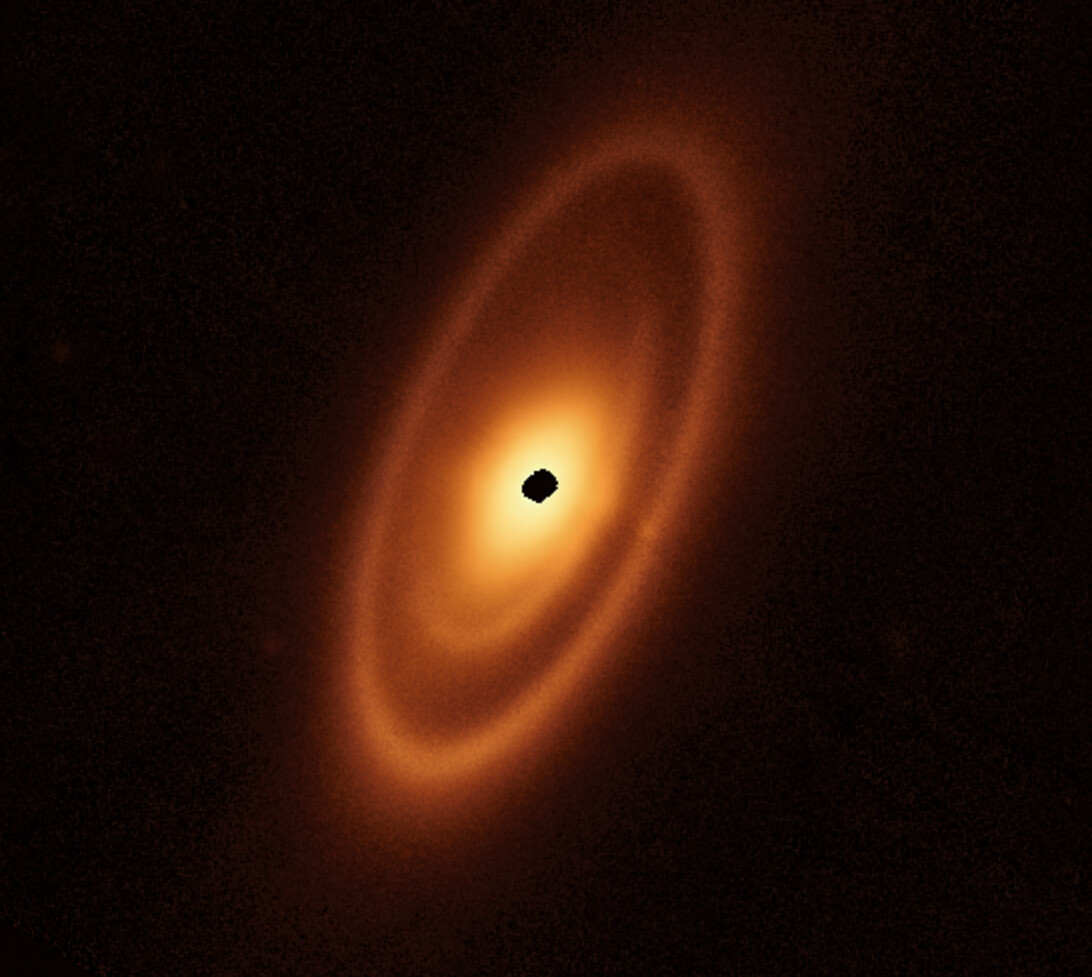
James Webb-ruimtetelescoop opname van de puinschijf rond Fomalhaut.

Een puinschijf (Engels: debris disk) is in de astronomie een circumstellaire schijf van stof en puin in een baan rond een ster.
Deze schijven worden meestal gevonden door waarnemingen in het infrarood, waarbij gezocht wordt naar een infraroodexces in het spectrum van de ster. 
Er wordt aangenomen dat dit exces ontstaat wordt door absorptie van sterlicht door stofdeeltjes in de schijf, die deze energie weer uitstralen in het infrarood.
Jonge puinschijven vormen een fase in de vorming van een planetenstelsel na de fase van de protoplanetaire schijf wanneer aardse planeten niet meer groter worden. Ze kunnen ook gevormd worden als gevolg van botsingen tussen planetesimaals zoals planetoïden en kometen

## Eigenschappen
Puinschijven zijn gevonden rond sterren in alle evolutie stadia, rond sterren met spectraalklasse A tot M en in een geval rond een neutronenster. Deze sterren hebben een leeftijd tussen enkele miljoenen en een paar miljard jaar. Soms bevatten deze schijven duidelijke ringen, zoals te zien is bij Fomalhaut.
Puinschijven bevatten meestal meer massa dan de totale massa van alle planetoïden en kometen in het zonnestelsel. De massa van een puinschijf is tussen 0,01 en enkele 100 aardmassa's en neemt af met de leeftijd van de ster. De meeste puinschijven hebben een straal tussen 30 en 120 AE (maar er zijn puinschijven van 0,1 tot 1000 AE). Ze lijken op de Kuipergordel in het zonnestelsel maar bevatten meer stof. De diktes van puinschijven zijn minder dan 0,1 AE. 
Soms bevatten deze schijven duidelijke ringen, zoals te zien is bij Fomalhaut.
Er kan onderscheid gemaakt worden tussen warme en koude puinschijven. Warme puinschijven hebben een gemiddelde temperatuur van 100-150 K, wat een afstand van enkele tot 10 AE van de ster suggereert (dit stof wordt ook wel exozodiakaal stof genoemd 
naar het zodiakaal stof in het zonnestelsel). Koude puinschijven hebben een temperatuur van 20 K, wat overeenkomt met de temperatuur van het stof in de Kuipergordel. 
Puinschijven komen even vaak voor bij enkele sterren als rond dubbelsterren. Het vlak van de puinschijf ligt daarbij in het vlak van de dubbelster. Interactie met de twee sterren veroorzaakt dat het binnenste deel van de puinschijf snel verdwijnt en deze schijven vertonen geen warm stof.
Door infraroodspectroscopie is de samenstelling van puinschijven onderzocht. Men heeft daarbij mineralen zoals forsteriet, enstatiet, pyroxenen, en olivijn gevonden, wat aanduidt dat het materiaal geen planetaire differentiatie heeft ondergaan. 

## Ontdekking
In 1984 werd een puinschijf ontdekt rond de ster Wega met de IRAS satelliet. Eerst werd gedacht dat dit een protoplanetaire schijf was, maar nu wordt het beschouwd als een puinschijf wegens het ontbreken van gas in de schijf en de leeftijd van de ster. Later werden onregelmatigheden gevonden in de schijf, die misschien aanwijzingen zijn voor de aanwezigheid van planeten. Soortgelijke puinschijven zijn ontdekt rond de sterren Fomalhaut, Beta Pictoris en AU Microscopii.
De nabije ster 55 Cancri, waarvan bekend is dat hij vijf planeten heeft, vertoont ook een puinschijf. 
Structuren in de puinschijf rond Epsilon Eridani suggereren verstoringen door een planeet in omloop rond deze ster, die gebruikt kunnen worden om de massa en baan van de planeet te bepalen. 
Op 24 april 2014 rapporteerde NASA de detectie van puinschijven in archiefopnamen van enkele jonge sterren: HD 141943 en HD 191089, die waargenomen waren tussen 1999 en 2006 met de Hubble Space Telescope, door gebruik van nieuwe beeldverwerking.

## Oorsprong

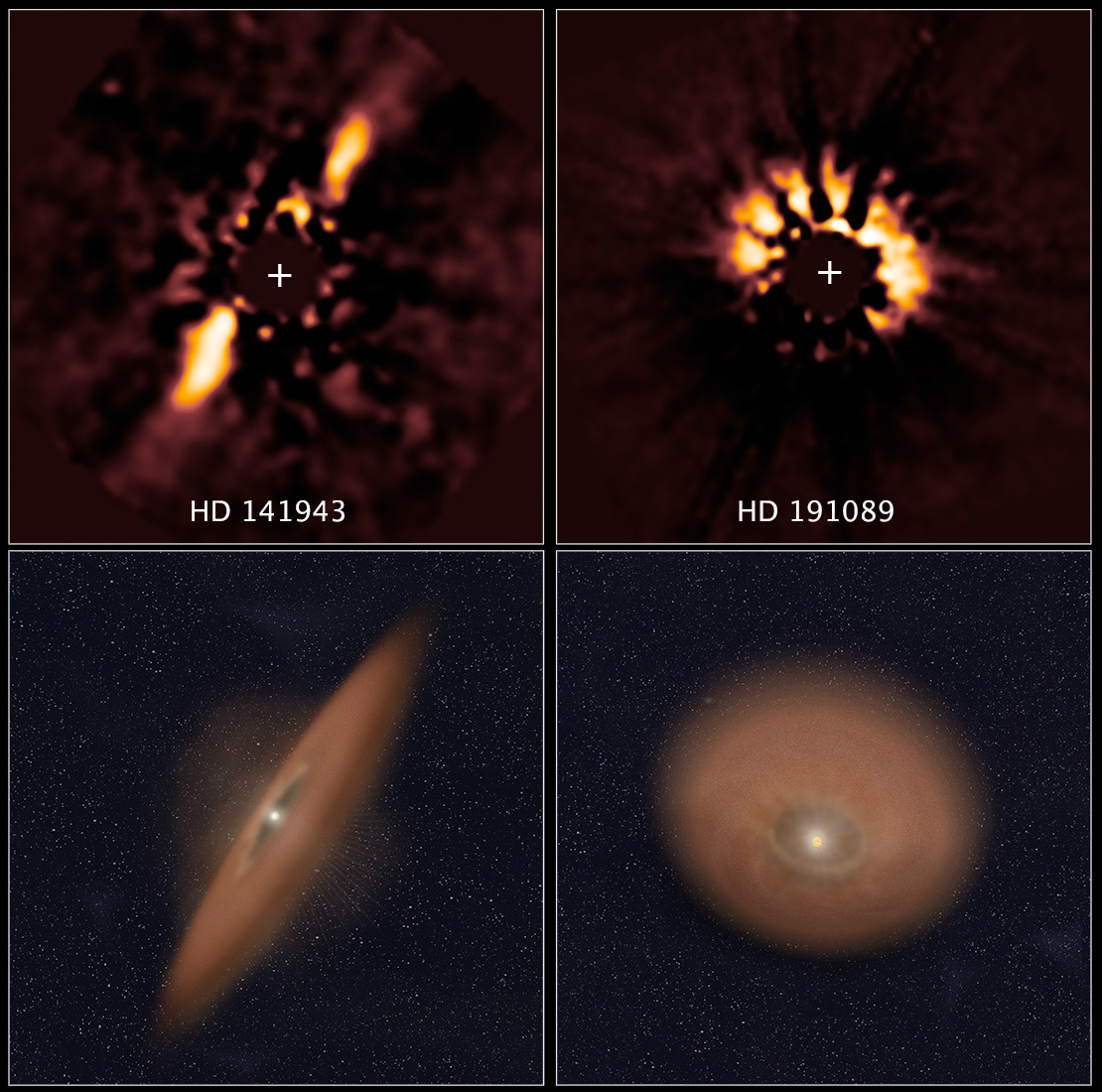
Puinschijven in HST archiefopnamen van de jonge sterren HD 141943 en HD 191089

Na de vorming van een ster van ongeveer een zonnemassa, gaat het object door de fase van een T Tauri-ster, waarin de ster omringd is door een schijfvormige nevel. 
Uit dit materiaal worden planetesimaals gevormd, die een accretieproces kunnen ondergaan om planeten te vormen. De nevel draait nog rond de voor-hoofdreeksster gedurend ongeveer 20 miljoen jaar tot de nevel verdwijnt door stralingsdruk en andere processen. Meer stof kan dan worden gevormd rond de ster door botsingen tussen de planetesimaals, die bij deze botsingen vergruizelen. Dan wordt een schijf gevormd uit het resulterende puin. Tijdens hun leven zijn ten minste 45% van deze sterren op een bepaald moment omgeven door een puinschijf, die dan kan worden gedetecteerd met een infrarood telescoop door de thermische emissie van het stof. Door voortdurende botsingen kan een schijf bestaan gedurende een groot deel van de levensduur van een ster. 
Typische puinschijven bevatten kleine stofdeeltjes met een grootte tussen 1–100 μm. Door botsingen worden deze stofdeeltjes verder afgebroken tot een grootte van minder dan een micrometer. Dan verdwijnen ze uit het systeem door stralingsdruk en de sterrenwind van de ster. In zeer ijle schijven zoals in het zonnestelsel kunnen deeltjes door het Poynting–Robertson effect ook naar binnen bewegen langs spiraalvormige banen. Beide processen begrenzen de levensduur van de schijf tot 10 miljoen jaar of minder. De schijf kan alleen blijven bestaan als het puin aangevuld wordt men nieuw materiaal. Dit kan bijvoorbeeld gebeuren door botsingen van grotere lichamen gevolgd door een verdere afbraak tot de waargenomen kleine stofdeeltjes.  
De voorwaarde voor botsingen in een puinschijf zijn gravitationele verstoringen die groot genoeg zijn om relatief grote botsingssnelheden te veroorzaken in de puinschijf. Een planetenstelsel rond de ster kan zulke verstoringen veroorzaken, net als een begeleider of het passeren van een andere ster. Het bestaan van een puinschijf kan aangeven dat met grote waarschijnlijkheid aardse planeten aanwezig zijn in een baan rond de ster.